# Юсупов, Хасбулат Юсупович
Хасбулат Юсупович Юсупов (15 ноября 1952, аул Харбук, Дагестанская АССР — 1 февраля 2015) — советский и российский дагестанский художник, заслуженный деятель искусств Дагестана (1991), лауреат премии Ленинского комсомола.

## Биография
В 1972 году окончил Дагестанское художественное училище, в 1978 г. — художественно-графический факультет Дагестанского педагогического института. Член Союза художников СССР с 1989 г.
Умер 1 февраля 2015 года. Похоронен в Махачкале.

## Творчество
Его первая жанровая картина — «Харбукская кузница». Писал пейзажи, натюрморты, портреты, картины на бытовые темы. Создал серии акварельных работ «Материнство» (1998—1999), «Горянка» (1996—2000).

### Выставки[1]
персональные
- 1974 — «Дорогой славы — дорогой отцов» — художественно-графический факультет Дагестанского педагогического института (Махачкала)
- 1994 — «Мой Дагестан» — Российский этнографический музей (Санкт-Петербург)
- 2012 — Арт-центр «Умляут» (Москва)

участие в выставках
- 1983 — I зональная выставка молодых художников «Край хлеборобный» (Ростов-на-Дону)
- 1987 — всероссийская молодёжная выставка, посвящённая 70-летию ВЛКСМ (Москва)
- 1987 — XIII Всесоюзная выставка акварели (Ленинград)
- 1988, 1990, 1998, 2003 — «Юг России» (Краснодар)
- 1989 — Бьеннале прикаспийских республик (Баку) — серебряная медаль
- 1989 — II Всероссийская выставка произведений художников автономных республик РСФСР (Москва)
- 1991 — «Графика Юг-91» (Ростов-на-Дону)
- 1991 — XIV Всесоюзная выставка акварели (Москва)
- 1991 — Всесоюзная поездка акварелистов по Енисею (Красноярск) — I премия
- 1992 — Всероссийская выставка (Центральный выставочный зал «Манеж», Москва)
- 1996 — «Золотой штрих» (Выставочный зал Союза художников Дагестана, Махачкала) — I премия
- 1997 — «Золотой штрих» (Выставочный зал Союза художников Дагестана, Махачкала) — I премия в номинации «Графика»
- 1998 — «Золотой штрих» (Выставочный зал Союза художников Дагестана, Махачкала) — I премия в номинации «Графика»
- 1999 — «Россия» (Москва)
- 2000 — «Имени твоему», к 2000-летию Рождества Христова (Москва)
- 2002 — «60 лет Победы в Сталинградской битве Великой Отечественной войны» (Волгоград)
- 2002 — «Выставка новых поступлений» (Дагестанский музей изобразительных искусств им. П. С. Гамзатовой, Махачкала)
- 2003 — «Любишь ли ты Расула так, как люблю его я…» («Первая Галерея», Махачкала)
- 2004 — «Коллекционер» (современное искусство Дагестана в частном собрании — Дагестанский музей изобразительных искусств им. П. С. Гамзатовой, Махачкала)
- 2004 — «Зелёный шум» (Плёс, Ивановская область)
- 2004 — «Россия-Х» (Центральный дом художника, Москва)
- 2005 — выставка художников Дагестана (Майкопский филиал Музея народов Востока)
- 2008 — «Бьеннале — Шунудаг» (с. Хайхи, Кулинский район) — I премия в номинации «Графика»
- 2008 — «Юг России» (Сочи)
- 2009 — «Россия-XI» (Москва)
- 2010 — «Мир Кавказу» (Москва — Париж)
- 2011 — Выставка, посвящённая 75-летию Союза художников Дагестана (Махачкала)
- 2012 — Выставка «Дагестанские мотивы» (РСО-Алания)
- 2012 — XI Региональная выставка «Юг России» (Ростов-на-Дону)
- 2013 — «Автопортрет» (Музей истории города Махачкалы)
- 2014 — «Город в красках» (Музей истории города Махачкалы)

## Награды и признание
- заслуженный деятель искусств Дагестана (август 1991)